# Захаряни
Захаряни (Закаряни) (1196—1261) — вірменський князівський рід, ішхани Східної Вірменії, відгалуження роду — грузинські намісники Мхаргрдзелі.

Звільнена Закарянами Східна Вірменія, на початку XIII століття.

Назва різнилася залежно від місцевості та часу. Так, вірмени називають династію Захаряни (Закаряни); на грецький манер династію називають Закіріді (Захаріди, Закаріди); грузини, маючи на увазі представників молодшої гілки династії, кажуть Мхаргрдзелі.
Згідно А. Шахназаряну, який посилається на написи, залишені Захарянами в Ахпаті і Амберді, самі вони вважали себе нащадками вірменських царських родів Багратуні й Арцруні.
На думку Йосипа Орбелі, ймовірно, рід Захарянів спочатку був курдського походження. Такої ж думки дотримується і Р. Томсон. Їхні предки прийняли християнство в період перебування на службі у вірменських князів в Таширі. Згідно «Dictionary of the Middle Ages» «численні написи Закарідів не залишають сумнівів в тому, що вони вважали себе вірменами».
У 1174 році Саркіс Мхаргрдзелі, разом з Іваном Орбеліані, був призначений грузинським царем Георгієм III правителем Ані. Під час правління цариці Тамари правителями Ані були сини Саркіса — Івана та Захарія.
Рід Закарянів дав Вірменії та Грузії багатьох великих політичних і військових діячів. Відгалуженням роду Захарянів є вірменський князівський рід Ваграмянів, правителі князівства Гаг (в північній Вірменії), що було у васальній залежності спочатку від вірменського Ташир-Дзорагетського царства, потім від Грузинського царства. Засновником вірменського княжого роду Ваграмянів-Гагеці був князь Ваграм I — дядько Закарі та Іване. Сестра братів Захарянів — Хорішах — була одружена з князем Вахтангом II Тангіком, була матір'ю князя Гасана-Джалала Дола, правителя вірменського Хаченського князівства.